# BSG Stahl WW Hettstedt
Die Betriebssportgemeinschaft Stahl Walzwerk Hettstedt, kurz BSG Stahl WW Hettstedt war ein Sportverein in der Stadt Hettstedt.

## Geschichte
Die BSG Stahl WW Hettstedt wurde 1952 durch eine Fusion gegründet und steht in der Tradition früherer Hettstedter Sportvereine. Vorgänger der BSG Stahl WW Hettstedt war die im Jahr 1945 gegründete Sportgemeinschaft (SG) Hettstedt-Altdorf, die ein Jahr später in SG Blau-Weiß Hettstedt-Altdorf umbenannt wurde. Im Jahr 1949 entstand aus ihr die Betriebssportgemeinschaft Stahl Hettstedt. 1952 kam es zur Fusion der beiden Betriebssportgemeinschaften Stahl Hettstedt und Stahl Süd Hettstedt zur BSG Stahl Walzwerk Hettstedt. Trägerbetrieb war der VEB Walzwerk Hettstedt. Zwischen 1954 und 1963 existierte in Hettstedt eine DDR-Kinder- und Jugendsportschule. Nach der politischen Wende in Deutschland wurde die Betriebssportgemeinschaft umstrukturiert. Die Sportarten wurden in verschiedenen Vereinen weitergeführt, wie z. B. im 1994 gegründeten FSV Hettstedt e.V. (Fußball) oder im Hettstedter Sportverein Blau Weiß e.V. (verschiedene Sportarten).

## Sportarten
Als typische Betriebssportgemeinschaft der DDR wurden im Verein mehrere Sportarten ausgeübt. In einigen Sportarten war die BSG Stahl WW Hettstedt überregional erfolgreich.

### Fußball
Im Fußball agierte Hettstedt fast ausnahmslos im regionalen Bereich des Bezirks Halle, stieg erst 1962 in die später drittklassige Bezirksliga auf. Größter Erfolg der BSG war 1985 der Gewinn der Bezirksmeisterschaft und der anschließende Aufstieg zur zweitklassigen DDR-Liga, in der sich die BSG Stahl jedoch nur ein Jahr halten konnte. Bis zum Ende des DDR-Fußballbetriebes verblieb Hettstedt in der Bezirksliga. Nach der politischen Wende in Deutschland wurde die Betriebssportgemeinschaft in den Verein Blau-Weiß Hettstedt umstrukturiert, der sich später FSV Walzwerk Hettstedt und nach dem Ende des Engagements des Walzwerkes im Jahr 1994 FSV Hettstedt nannte.
Bei der BSG Stahl WW Hettstedt waren einige bekannte Fußballspieler aktiv. Klaus Schwanke, der zwischen 1957 und 1963 für den SC Rotation Leipzig und den SC Turbine Erfurt in der DDR-Oberliga spielte, wurde in der Saison 1959/60 nach Hettstedt abgegeben. Volker Großmann spielte von 1976 bis 1982 für den 1. FC Lokomotive Leipzig in der DDR-Oberliga und ließ seine Karriere 1986 bis 1989 in Hettstedt ausklingen. Steffen Karl spielte zwischen 1988 und 1989 für den HFC Chemie in der DDR-Oberliga und 1990 und 1998 für Borussia Dortmund und Hertha BSC in der Bundesliga und war in der Saison 1989/90 aus der DDR-Oberliga vom HFC Chemie nach Hettstedt versetzt worden.
Weitere Aktive in der Sparte Fußball waren Walter Schmidt (Trainer 1959–1967), Horst Peschke (Trainer, 1976–1983), Ralph Conrad (Trainer 1985–1986) und Dietmar Schütze (Spieler 1985–1987).

### Eishockey
In der Saison 1955/56 sicherte sich das Eishockeyteam der BSG Stahl Hettstedt den Titel des Bezirksmeisters im Bezirk Halle und qualifizierte sich dadurch für die Aufstiegsrunde zur 2. Liga, die damals nach der Oberliga und 1. Liga die dritthöchste Spielklasse im DDR-Eishockey war. In der Aufstiegsrunde wäre Hettstedt auf die BSG Stahl Brotterode getroffen. Das Spiel fand jedoch nicht statt, da sich Hettstedt zurückzog.

### Wintersport
Die Sektion Wintersport wurde in der BSG Stahl WW Hettstedt 1950 gegründet. Für die Skispringer in der Sektion wurde im Jahr 1952 zunächst eine 20-Meter-Sprungschanze in Mansfeld gebaut, gefolgt von der Hasselbachschanze in Wippra, die nach sechsjähriger Bauzeit im Jahr 1963 eingeweiht wurde.

### Kunstradfahren
Der einstige Hettstedter Rad-Kunst-Fahrverein fand in der BSG Stahl WW Hettstedt nach dem Zweiten Weltkrieg eine neue Heimat. Dokumentiert ist der Auftritt der Kunstradsportler auf einer Festveranstaltung anlässlich des „1. Mai 1952“ im Kurt-Wabbel-Stadion in Hettstedt-Burgörner.

### Weitere Sparten
Als weitere Sportart wurde Leichtathletik betrieben.
In der BSG Stahl wurde auch Wasserball gespielt. Bei den Jugendmeisterschaften der DDR 1968 in Leipzig belegte die Jugend B der Wasserballer der BSG Stahl Hettstedt den 8. Rang.
Im Schach nahmen Spieler der BSG Stahl Hettstedt an den Endrunden der DDR-Einzelmeisterschaften im Schach teil: Werner Hobusch 1968 und 1988 sowie Cornelia Hobusch 1976, 1978 und 1979.
Der Hettstedter-Spielmannszug „Blau-Weiß“ 1919 e.V. und der Hettstedter Fanfarenzug e.V. waren seit den 1950er-Jahren bis zur politischen Wende unter dem Namen der BSG Stahl Walzwerk Hettstedt aktiv.